# HD 206749
HD 206749，又名BD+40 4623，SAO 51221、HR 8306，是一颗恒星，视星等为5.49，位于銀經89，銀緯-8.99，其B1900.0坐标为赤經21h 39m 5.2s，赤緯+40° -8.99′ 52″。